# Nedim Hadžić
Nedim Hadžić (sinh ngày 19 tháng 3 năm 1999) là một cầu thủ bóng đá người Bosna và Hercegovina thi đấu ở vị trí tiền đạo cho câu lạc bộ LigaPro Leixões và U-19 Bosna và Hercegovina.

## Thống kê sự nghiệp
| Câu lạc bộ  | Mùa giải  | P. League | P. League | Bosnia Cúp | Bosnia Cúp | UEFA E. League | UEFA E. League |         |           |
| Câu lạc bộ  | Mùa giải  | Số trận   | Bàn thắng | Số trận    | Bàn thắng  | Số trận        | Bàn thắng      | Số trận | Bàn thắng |
| ----------- | --------- | --------- | --------- | ---------- | ---------- | -------------- | -------------- | ------- | --------- |
| FK Sarajevo | 2015-2016 | -         | -         | -          | -          | -              | -              | -       | -         |
| FK Sarajevo | 2016-2017 | 1         | 0         | 0          | 0          | -              | -              | 1       | 0         |
| FK Sarajevo | 2017-2018 | 10        | 2         | 1          | 1          | 0              | 0              | 11      | 3         |
| FK Sarajevo |           | 11        | 2         | 1          | 1          | 0              | 0              | 12      | 3         |